# اتاقی با یک چشم‌انداز (فیلم ۱۹۸۵)
اتاقی با یک چشم‌انداز (انگلیسی: A Room with a View) فیلمی در ژانر رمانتیک و درام به کارگردانی جیمز ایوری محصول سال ۱۹۸۵است که براساس رمانی به همین نام از ای. ام. فورستر ساخته شد.

## داستان
داستان دختری است به اسم لوسی که در سفر فلورانس، با پسر جوانی به اسم جورج آشنا می‌شود ولی پس از اقامت کوتاهش در فلورانس به خانه ییلاقی‌شان در انگلستان، پیش مادر و برادرش، فردی برمی‌گردد. پس از مدتی، جوانی به نام سیسل با بازی دنیل دی لوییس، به لوسی پیشنهاد ازدواج می‌دهد و لوسی هم قبول می‌کند ولی قبل از ازدواجشان، سر و کلهٔ جورج پیدا می‌شود که همین موضوع در تصمیم ازدواج لوسی خلل ایجاد می‌کند.

## بازیگران
- مگی اسمیت
- هلنا بونهام کارتر
- دنهلم الیوت
- جولیان سندز
- دانیل دی-لوئیس
- جودی دنچ
- سیمون کالو
- روپرت گراوس
- ریچارد رابینز
- آماندا واکر

## جوایز
- جایزه اسکار: بهترین کارگردانی هنری (Gianni Quaranta) (Brian Ackland-Snow) (Brian Savegar) (Elio Altamura), بهترین طراحی لباس (جنی بیون) (جان برایت) و جایزه اسکار بهترین فیلم‌نامه اقتباسی (روث پراور جابوالا)[۳]
- بفتا: بهترین بازیگر زن (مگی اسمیت), بهترین بازیگر نقش مکمل زن (جودی دنچ), بهترین طراحی لباس' (جنی بیوان), جایزه بفتای بهترین فیلم (جیمز ایوری), بهترین طراحی تولید (برایان آکلند-اسنو)[۴]
- جایزه گلدن گلوب: جایزه گلدن گلوب بهترین بازیگر نقش مکمل زن (مگی اسمیت)[۵]
- انجمن منتقدان فیلم لندن: بهترین فیلم (جیمز ایوری)[۶]
- هیئت ملی بازبینی فیلم: جایزه هیئت ملی بازبینی برای بهترین فیلم, بهترین بازیگر نقش مکمل مرد (دانیل دی-لوئیس)[۷]
- حلقه منتقدان فیلم نیویورک: بهترین فیلم‌برداری (Tony Pierce-Roberts), بهترین بازیگر نقش مکمل مرد (دانیل دی-لوئیس)[۸]